# (6804) Maruseppu
(6804) Maruseppu (1995 WV) – planetoida z pasa głównego asteroid okrążająca Słońce w ciągu 3,36 lat w średniej odległości 2,24 j.a. Odkryta 16 listopada 1995 roku.